# Park Uitgevers
Park Uitgevers komt voort uit Uitgeefhuis Nieuw Amsterdam. Uitgeverij Nieuw Amsterdam werd op 1 april 2005 opgericht door Boudewijn Poelmann en Derk Sauer. In 2014 werd Novamedia eigenaar van de uitgeverijen Nieuw Amsterdam en Wereldbibliotheek. Sindsdien vormden zij samen Uitgeefhuis Nieuw Amsterdam. In 2015 voegde Novamedia Uitgeverij Bas Lubberhuizen en Fontaine Uitgevers toe aan het huis. In juli 2019 trad uitgeverij Podium toe, waarna Uitgeefhuis Nieuw Amsterdam in 2020 werd omgedoopt tot Park Uitgevers.
Sinds 1 januari 2021 is Park Uitgevers onderdeel van LannooMeulenhoff, waartoe ook de uitgeverijen TerraLannoo, Meulenhoff Boekerij en Unieboek / Het Spectrum behoren.
Samen met Uitgeverij Lannoo nv vormt LannooMeulenhoff bv de Uitgeverij Lannoo Groep
In 2022 startte Park Uitgevers een nieuwe imprint, Oceaan.